# 伊藤辰夫
伊藤 辰夫（いとう たつお、1965年5月17日 - ）は、日本の政治家。国民民主党所属の参議院議員（1期）。元愛知県議会議員。

## 来歴
1965年に愛知県名古屋市に生まれ、1984年に愛知県立瑞陵高等学校を卒業。
1988年に関西外国語大学外国語学部英米語学科卒業後、1990年より縫製業のイトー商店を営む。
2007年愛知県議会議員選挙に名古屋市南区選挙区から自由民主党公認で立候補し初当選し、以降2023年愛知県議会議員選挙まで5選。
2025年3月に自由民主党を離党し、国民民主党から第27回参議院議員通常選挙に比例区で立候補する意向を示した。2025年7月20日の投開票の結果、124,921票を獲得し党内4位で当選した。

## 人物
- 政治信条は「敬天愛人」、趣味はギター[1]。
- 県議会では、産業労働委員会副委員長、名古屋港管理組合議会港営建設委員長、警察委員会委員長、名古屋競輪組合議会議長、名古屋港管理組合議会企画総務委員長、議会運営委員会副委員長、総務県民委員会委員長、愛知県監査委員、議会運営委員会委員長などを務めたほか[1]、自由民主党県連の青年局長や自民党県議団の幹事長なども務めた[3]。
- 崇教眞光から支援されている[6][7]。

## 選挙歴
| 当落 | 選挙                     | 執行日         | 年齢 | 選挙区             | 政党       | 得票数     | 得票率 | 定数 | 得票順位 /候補者数 | 政党内比例順位 /政党当選者数 |
| ---- | ------------------------ | -------------- | ---- | ------------------ | ---------- | ---------- | ------ | ---- | ------------------ | ---------------------------- |
| 当   | 2007年愛知県議会議員選挙 | 2007年4月8日   | 41   | 名古屋市南区選挙区 | 自由民主党 | 1万2335票  |        | 3    | 2/4                | /                            |
| 当   | 2011年愛知県議会議員選挙 | 2011年4月10日  | 45   | 名古屋市南区選挙区 | 自由民主党 | 1万2290票  |        | 2    | /3                 | /                            |
| 当   | 2015年愛知県議会議員選挙 | 2015年4月12日  | 49   | 名古屋市南区選挙区 | 自由民主党 | 1万6514票  |        | 2    | 1/4                | /                            |
| 当   | 2019年愛知県議会議員選挙 | 2019年4月7日   | 53   | 名古屋市南区選挙区 | 自由民主党 | -票        |        | 2    | -/2                | /                            |
| 当   | 2023年愛知県議会議員選挙 | 2023年4月9日   | 57   | 名古屋市南区選挙区 | 自由民主党 | 1万5029票  |        | 2    | 1/4                | /                            |
| 当   | 第27回参議院議員通常選挙 | 2025年07月20日 | 60   | 比例区             | 国民民主党 | 12万4921票 |        | 50   | 4/19               | 4/7                          |